# Evangelinos Misailidis
Evangelinos Misailidis, né à Manisa en 1820 et décédé à Istanbul en 1890, est un écrivain et journaliste ottoman karamanlide.
Il est connu pour son roman Temaşa-i Dünya ve Cefakar ü Cefakeş, un des premiers romans turcs, publié en quatre volumes en 1871 et 1872. Il est éditeur du journal karamanlide Anatoli de 1851 jusqu’à sa mort en 1890, son fils Hristos Misailidis continue sa publication jusqu’en 1923. Il a fait sa scolarité à l’École évangélique de Smyrne et a étudié à l’université d’Athènes. Il immigre à Istanbul en 1859. Il publie aussi le journal satirique Kukurikos de 1876 à 1881.